# Karadž
Karadž (persky شهر کرج‎) je páté nejlidnatější město v Íránu a hlavní město provincie Alborz. Leží 20 km západně od Teheránu v podhůří Alborzu.
Karadž je spojen silnicí a železnicí s Teheránem a Kazvínem.

## Vývoj počtu obyvatel
| Rok  | Počet obyvatel |
| ---- | -------------- |
| 1986 | 275 100        |
| 1991 | 442 387        |
| 1996 | 940 968        |
| 2006 | 1 386 030      |
| 2016 | 1 592 492      |